# Jiří Gruša
Jiří Gruša (Pardubice, 10 de noviembre de 1938-Bad Oeynhausen, 28 de octubre de 2011) fue un poeta, novelista, traductor, diplomático y político checo.

## Biografía
Nacido en Pardubice, por entonces Checoslovaquia se trasladó posteriormente a Praga. Se graduó en la Facultad de Filosofía de la Universidad Carolina y trabajó para algunos periódicos como Tvář, Sešity y Nové knihy. 
Comenzó a estar bajo la vigilancia del régimen comunista en 1969 por sus escritos. Se le prohibió publicar y tuvo que trabajar en el sector de la construcción. Formó parte de la distribución de la literatura samizdat. Fue arrestado en 1974 por «el delito de iniciar el desorden» tras distribuir diecinueve ejemplares de su primera novela, Dotazník y por comunicar que iba a publicarlo en Suiza. Después de protestas a nivel mundial, fue liberado a los dos meses. Fue uno de los firmantes del documento de derechos humanos, Carta 77. En 1981 su ciudadanía fue revocada, y entre 1982 y 1990 vivió en la República Federal de Alemania.
En 1990 las condiciones en Checoslovaquia se convirtieron más favorables y volvió al trabajo en el Ministerio de Asuntos Exteriores. De 1991 a 1997, ocupó el cargo de embajador en Alemania. Posteriormente, se unió al gobierno de minoría de Václav Klaus como Ministro de Educación. El gobierno perdió el apoyo de los partidos de la oposición y el presidente Václav Havel estableció un gobierno provisional. Aunque Gruša era un ministro sin partido, fue reemplazado por Jan Sokol. Ejerció el cargo de embajador en Austria hasta 2004. De 2005 a 2009 fue Director de la Academia de Diplomacia de Viena. De 2004 a 2009 fue Presidente de PEN Club Internacional.
Gruša participó en la estandarización del término «Tschechien» como el nombre oficial de la República Checa en el idioma alemán. 
Gruša murió a los 72 años el 28 de octubre de 2011 en una operación de corazón en Alemania. Václav Havel escribió un mes después de su muerte que Gruša era «una de las pocas personas cercanas a las que respetaba profundamente y que han dejado este mundo recientemente.»

## Premios y honores
- 2007: Caballero de la Legión de Honor de Francia[2]
- 2006: Premio Nueva Cultura de la Nueva Europa[2]
- 2002: Premio Jaroslav Seifert[2]

## Trabajos
English translated
- Franz Kafka of Prague, Trans. Eric Mossbacker.
- The Questionnaire, Trans. Peter Kussi.

En checa
- Umění stárnout
- Gebrauchsanweisung für Tschechien und Prag
- Grušas Wacht am Rhein aneb Putovní ghetto

En alemán
- Beneš als Österreicher  Wieser Verlag, Klagenfurt 2012 ISBN 9783990290088